# Macropsis nigrolineata
Macropsis nigrolineata är en insektsart som beskrevs av Chandrasekhara A. Viraktamath 1980. Macropsis nigrolineata ingår i släktet Macropsis och familjen dvärgstritar. Inga underarter finns listade i Catalogue of Life.